# Кочамо
Кочамо (исп. Cochamó) — посёлок в Чили. Административный центр одноимённой коммуны. Население — 483 человека (2002). Посёлок и коммуна входит в состав провинции Льянкиуэ и области Лос-Лагос.
Территория коммуны —  3910,8 км². Численность населения — 4366 жителей (2007). Плотность населения — 1,12 чел./км².

## Расположение
Посёлок расположен в 54 км на восток от административного центра области города Пуэрто-Монт.
Коммуна граничит:
- на севере — c коммуной Пуэрто-Варас
- на востоке — с провинцией Рио-Негро (Аргентина)
- на юге — c провинцией Чубут (Аргентина)
- на юго-западе — c коммуной Уалайуэ
- на западе — c коммуной Пуэрто-Монт

## Демография
Согласно сведениям, собранным в ходе переписи Национальным институтом статистики,  население коммуны составляет 4366 человек, из которых 2523 мужчины и 1843 женщины.
Население коммуны составляет 0,55 % от общей численности населения области Лос-Лагос. 100 %  относится к сельскому населению и 0 % — городское население.